# 대한민국 상법 제335조의2
대한민국 상법 제335조의2는 양도승인의 청구에 대한 상법 회사법의 조문이다.

## 조문
제335조의2 (양도승인의 청구) ① 주식의 양도에 관하여 이사회의 승인을 얻어야 하는 경우에는 주식의 양도하고자 하는 주주는 회사에 대하여 양도의 상대방 및 양도하고자 하는 주식의 종류와 수를 기재한 서면으로 양도의 승인을 청구할 수 있다.
② 회사는 제1항의 청구가 있은 날부터 1월 이내에 주주에게 그 승인여부를 서면으로 통지하여야 한다.
③ 회사가 제2항의 기간내에 주주에게 거부의 통지를 하지 아니한 때에는 주식의 양도에 관하여 이사회의 승인이 있는 것으로 본다.
④ 제2항의 양도승인거부의 통지를 받은 주주는 통지를 받은 날부터 20일내에 회사에 대하여 양도의 상대방의 지정 또는 그 주식의 매수를 청구할 수 있다. 

第335條의2 (讓渡承認의 請求) ① 株式의 讓渡에 관하여 理事會의 승인을 얻어야 하는 경우에는 株式을 讓渡하고자 하는 株主는 會社에 대하여 讓渡의 相對方 및 讓渡하고자 하는 株式의 종류와 數를 기재한 書面으로 讓渡의 승인을 請求할 수 있다.
②會社는 第1項의 請求가 있는 날부터 1月 이내에 株主에게 그 승인여부를 書面으로 통지하여야 한다.
③會社가 第2項의 기간내에 株主에게 거부의 통지를 하지 아니한 때에는 株式의 讓渡에 관하여 理事會의 승인이 있는 것으로 본다.
④第2項의 讓渡承認拒否의 통지를 받은 株主는 통지를 받은 날부터 20日내에 會社에 대하여 讓渡의 相對方의 지정 또는 그 株式의 買受를 請求할 수 있다.

## 참고 문헌
- 이기수, 최병규, 회사법 상법강의 2, 박영사, 2015. ISBN 9791130327822